# Reniere & Depla

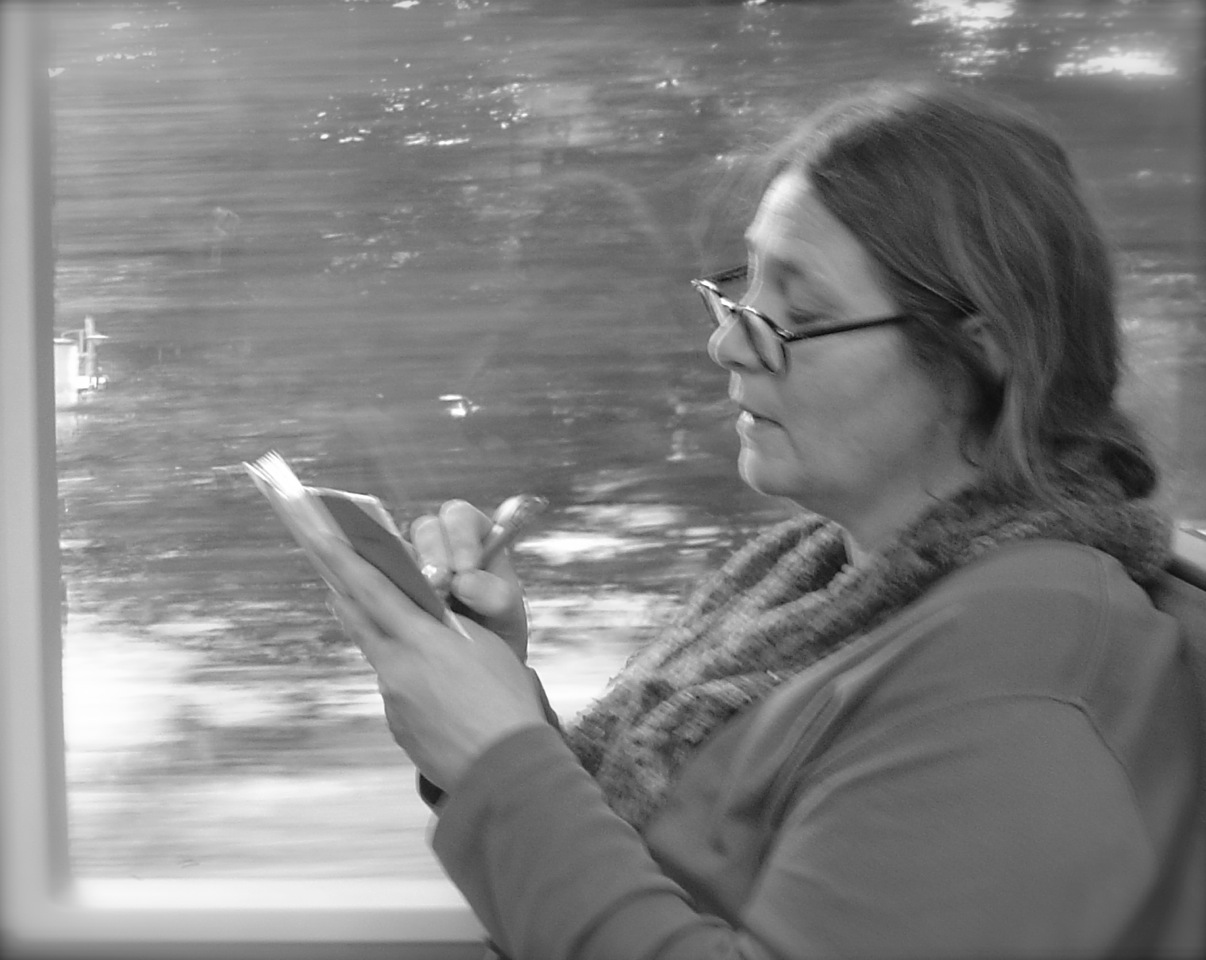
Martine Depla

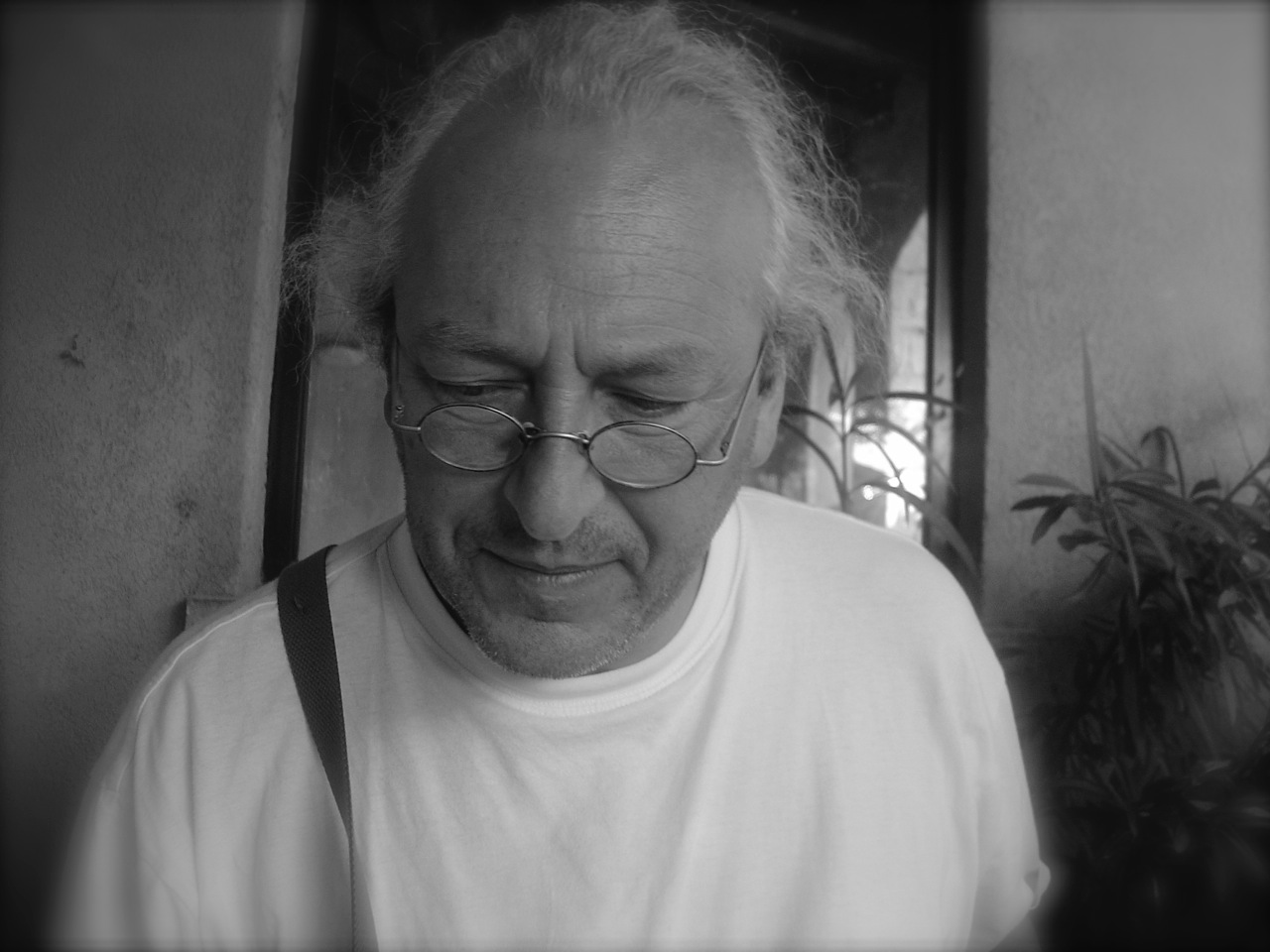
Paul Reniere

Reniere & Depla is een Belgisch kunstenaarsduo, bestaande uit Paul Reniere en Martine Depla. Samen schilderen zij voornamelijk met acrylverf op doek en paneel. Hun gezamenlijke carrière als kunstenaars begon in 1995. Ze wonen en werken in Watou (West-Vlaanderen, België) en Villars (Dordogne, Frankrijk). Als bronmateriaal voor hun werk gebruiken zij fotografisch materiaal.

## Biografie
Paul Reniere wordt geboren in Poperinge op 23 november 1956. Hij studeert Vrije Grafiek aan de Sint-Lucas Academie voor Beeldende Kunst in Gent waar hij afstudeert in 1980. In 1982 is hij laureaat voor de Gaverprijs voor Schilderkunst en in 1982 wint hij de Europaprijs voor Schilderkunst. In 1981 wordt hij docent Vrije grafiek en Schilderkunst in de Kunstacademie van Poperinge, waar hij tot 2104 les gaf.
Martine Depla wordt geboren in Oostende op 29 december 1954. Zij studeert biologie aan de Rijksuniversiteit in Gent, maar maakt deze studie niet af. In 1991 schrijft zij zich in als leerling aan de Kunstacademie in Poperinge waar zij les krijgt van Paul Reniere. In 1995 wordt Martine Depla laureaat van de Louise Dehemprijs voor Schilderkunst en in 1996 wint zij de Prijs voor Schilderkunst in Harelbeke.
Het artistieke werk van Paul Reniere en Martine Depla blijft in de eerste jaren van hun relatie gescheiden, en zij stellen beide tentoon onder hun eigen naam. In 1995 presenteren zij hun werk voor eerst samen onder de naam 'Reniere & Depla' en sindsdien maken ze geen onderscheid meer wie welk werk geschilderd heeft.

## Situering
Hun oeuvre kan opgedeeld worden in: schilderijen (op paneel en doek), tekeningen (op papier en karton) en beeldend ruimtelijk werk in verschillende materialen (stof, leer, was en gipswas en gips). Reniere & Depla gebruiken in hun werk verschillende technieken. Zij schilderen met acrylverf en brengen in hun werk glacislagen aan. De witte partijen in hun werk (licht bijvoorbeeld) worden herhaaldelijk overschilderd, waardoor ze heel diep in het schilderij liggen en te lijken 'schijnen.
Kunstfilosoof Willem Elias omschreef hun werk als een tekenend voorbeeld van een neo-symbolistische stijl, een door hem in het leven geroepen term, waar het fotografisch vertrekmateriaal van de schilder heel belangrijk is.
Kunstcriticus Hans Theys schreef over de unieke manier waarop het licht meestal een rol speelt in hun werk het volgende:
“Een van de meest frapperende kenmerken van deze schilderijen is de manier waarop het licht meestal lijkt op te doemen uit de diepte en verweven lijkt te zijn met de gehele factuur. De afgebeelde voorwerpen hebben iets mistigs of onvasts, ondanks hun in de weg staan. Vaak, immers, wordt onze kijk op de opgeroepen werkelijkheid meteen geblokkeerd door muren. Maar het zijn natuurlijke geen echte muren. Niet alleen omdat ze geschilderd zijn, maar ook omdat ze zich voordoen als een wijkend, poreus oppervlak dat langzaam wordt aangetast door duizenden accidenten.”
Qua stijl leunt hun werk aan bij het werk van verschillende meesters. Journalist bij De Morgen, Erik Rinckhout, vergeleek hun werk met Léon Spilliaert, Xavier Mellery, Maurice Gilliams en Dégas.
“Er zit wat Léon Spilliaert in. En de lege interieurs van Xavier Mellery, maar dan in kleur. De sfeer doet aan Maurice Gilliams denken: elegant lijden. Er is ook een vleug Johannes Vermeer, want alles is zo tastbaar en tegelijk zo ver weg. Er zit ook iets van de okerkleuren van Edgar Degas in. Reniere & Depla schilderen meesterlijk, met de hand van de schilders van nu.”
In 2006 loopt in the Marlborough Fine Art Gallery (Londen) de tentoonstelling 'Summer Exhibition' met werk van Reniere & Depla. In 2009 nemen zij deel aan 'Voices Across the Plain: Flemish Artist in London' een tentoonstelling in Pitzhanger Manor House&Gallery (Londen) dat het werk van verschillende Vlaamse kunstenaars toont. In 2009 selecteert Sven Vanderstichelen hun werk voor de tentoonstelling Fading in het museum van Elsene, Brussel met onder andere Luc Tuymans, Michaël Borremans, Koen Van den Broeck, Jan Van Imschoot, Bert De Beul, Robert De Vriendt.
In 2011 organiseren Reniere & Depla 'La Part des Anges', een groepstentoonstelling met 19 hedendaagse beeldende kunstenaars in een interbellum landhuis, 'Villa de Olmen', te Wieze met onder anderen Berlinde De Bruyckere, Peter Buggenhout, Bert De Beul, Jan Van Imschoot, Marc Vanderleenen en Céline Butaye. In 2012 nodigden zij opnieuw vier kunstenaars uit naar Villa De Olmen, onder de tentoonstelling 'Mais l'Aile ne fait pas l'Oiseau' met onder andere Johan Tahon, Tamara Van San, Rein Dufait. Vanaf 2012 stellen zij meermaal tentoon in S&H Buck Gallery (Gent, België), De Queeste Art Gallery, en andere galleries. In 2013 werden zij opgenomen in 'The Gunshot' een tentoonstelling gecureerd door Hans Theys in Marion de Canniére in Antwerpen. Els Wuyts brengt in ' La joie de se perdre' een dubbeltentoonstelling in Wieze en Meigem Met onder andere Renato, Nicolodi, Dirk Braeckman, Anne Wenzel, Jasper Rigolle, Peter De Koninck, Piki en Liesbet Verschueren, Vaast Colson, Yves Velter, Griet Teck en Reniere & Depla. In 2014 wordt hun door curator Wim Lambrecht gevraagd deel te nemen aan 'The Divided Body', een tentoonstelling in de Predikherenkerk in Leuven. Het werk van Reniere & Depla bevindt zich in de collecties van onder meer Provincie West-Vlaanderen , de Vlaamse gemeenschap en Marlborough Fine Art, Londen.

## Boeken
Het werk van Reniere & Depla is ondergebracht in drie catalogussen.
- In 2004 brachten Reniere & Depla, onder eigen beheer, een boek uit met teksten van Joannes Késenne met hun werk uit de periode 2000-2004.
- In 2009 bracht ASP editions het boek 'Reniere & Depla 2004-2009'. De catalogus verzamelde hun werk van 2004 tot 2009 en bevatte teksten van Eleen Deprez, Hans Theys en Willem Elias.
- In 2014 bracht Lannoo het boek 'Quatre Mains, Reniere & Depla 2009-2014' uit. Dit boek bevat teksten over hun werk en samenwerking door Hans Theys en Eleen Deprez.

## Tentoonstellingen
- 2014 - 'Quatre Mains', galerie s&h de buck, Ghent
- 2014 - 'The Divided Body', curator Wim Lambrecht, Predikherenkerk, Leuven
- 2013 - 'Eerste poging tot inventarisatie van de wolken', De Queeste Art Gallery, Abele
- 2013 - 'Vous n'avez pas honte d'être si beau', Le coin C Gallery, Knokke
- 2013 - 'The gunshot', Galerie Marion De Cannière, Antwerp
- 2013 - 'Paradise/Paradis/Paradijs', galerie s&h de buck, Ghent
- 2013 - 'La joie de se perdre', Villa de Olmen en d' Apostrof, Meigem
- 2012 - 'Le temps de réponse', s&h De Buck gallery, Ghent
- 2012 - 'Portret / Zelfportret' Quest 21, Brussels
- 2012 - 'Mais l'aile ne fait pas l'oiseau' Villa de Olmen, Wieze
- 2011 - 'Salon Blanc' Ostend, Belgium
- 2011 - 'Que chose soit!' Quest 21, Brussels
- 2011 - 'La part des anges' Villa de olmen, Wieze, Belgium
- 2011 - 'Mystieke stemmen' Artisit, Genk
- 2010 - De Queeste, Art Gallery, Watou, Belgium
- 2010 - 'Labomax' Ostend, Belgium
- 2010 - 'Nighthawks' With, Kortrijk, Belgium
- 2010 - 'Oevertude' ShDebuck galerie, Ghent, Belgium
- 2010 - 'Lineart' The Border, ShDebuck galerie, Ghent, Belgium
- 2009 - Revemuseum, Amsterdam, Netherlands
- 2009 - 'Locus Amoenus' S.H.De Buckgallery, Ghent, Belgium.
- 2009 - 'De breekbaarheid van de schaduw'Quest 21, Brussels, Belgium
- 2009 - 'Across the plain' PM gallery & house, London, UK
- 2009 - 'Fading' Museum Elsene, Brussels, Belgium, curator Sven Vanderstichelen.
- 2008 - 'l'Enclyclopédie des autres'A&Agallery, Stevoort, Belgium,
- 2008 - 'Locus amoenus' en'De breekbaarheid van de schaduw'CC, Hasselt, Belgium.
- 2008 - 'Locus amoenus' Hof van Ryhove, Ghent, Belgium
- 2007 - 'L'encyclopédie des autres', De Queeste, Art Gallery, Watou, Belgium
- 2006 - 'Summer Exhibition' Marlborough Fine Art, London, UK
- 2006 - 'Voorbij het zwart' Be-Part, platform voor actuele kunt, Waregem,

## Onderscheidingen
- Internationale prijs hoppeland voor Schilderkunst, eervolle vermelding, Poperinge, Belgium 1998
- Prijs voor Schilderkunst, Harelbeke, Belgium 1996(MD)
- Louise Dehemprijs voor Schilderkunst, laureaat, Ieper, Belgium 1995(MD)
- Stimulans 85, eervolle vermelding, Kortrijk, Belgium 1985
- Prix international d'art contemporain, Monte-Carlo, France 1983
- Godecharles art price, Brussels, Belgium 1983
- Medaille voor Cultuur, K.Poma, 1983
- Prijs voor Schilderkunst, eerste premie, Harelbeke, Belgium 1983
- Europaprijs voor Schilderkunst, bronzen medaille, Ostend, Belgium 1982
- Gaverprijs voor Schilderkunst, laureaat, Waregem, Belgium 1982